# Palomas (escultura)
La escultura urbana conocida por el nombre Palomas, ubicada en la fuente de la plaza de Luis Ruiz de la Peña, en la ciudad de Oviedo, Principado de Asturias, España, es una de las más de un centenar que adornan las calles de la mencionada ciudad española.
El paisaje urbano de esta ciudad,  se ve adornado por  obras escultóricas, generalmente monumentos conmemorativos dedicados a personajes de especial relevancia en un primer momento, y más puramente artísticas desde finales del siglo XX.
La escultura, hecha en bronce, es obra de Vicente Vázquez Canónico, y está datada en 1998.
Se trata de una escultura formada por tres palomas de formas redondeadas y proporciones considerables (cada figura mide unos dos metros) que están representadas en diferentes momentos de su desplazamiento al volar, lo cual da al conjunto una cierta movilidad y produce un efecto de unicidad, ya que al rodear la fuente, la evolución en el movimiento de las palomas parece ser el realizado por una única figura que alza su vuelo.